# Buḩayrat al Bardawīl
Buḩayrat al Bardawīl (arabiska: بحيرة البردويل) är en vik i Egypten.   Den ligger i guvernementet Sina ash-Shamaliyya, i den nordöstra delen av landet, 220 km nordost om huvudstaden Kairo. Arean är 726 kvadratkilometer.